# Kafue (Chililabombwe)
Kafue è un ward dello Zambia, parte della Provincia di Copperbelt e del Distretto di Chililabombwe.